# Малютін Костянтин Геннадійович
Костянтин Геннадійович Малютін (16 березня 1955, м. Гулькевичі Краснодарського краю Російської Федерації — професор, доктор фізико-математичних наук, професор кафедри математичного аналізу і методів оптимізації Сумського державного університету.

## Біографія
Костянтин Геннадійович Малютін народився 16 березня 1955 року в м. Гулькевичі Краснодарського краю Російської Федерації в сім'ї службовців. В 1972 році закінчив середню школу в місті Гулькевичі. В 1978 році закінчив Харківський національний університет імені В. Н. Каразіна, механіко-математичний факультет. В 1978—1981 рр. закінчив аспірантуру Харківського національного університету імені В. Н. Каразіна. В 1981—1996 рр. завідував кафедроюматематики і фізики Сумського сільськогосподарського інституту (нині Сумський національний аграрний університет. З 1996 року Малютін К. Г. — професор, зав кафедри вищої математики УАБС.
Сфера наукових інтересів — математичний аналіз, фінансова математика.

## Досягнення
1994 — член Американського математичного товариства
1996 — захистив наукове звання «Доктор фізико-математичних наук».
2001 — присвоєно науковий ступінь - професор

## Наукові роботи
Автор 60 наукових публікацій, в тому числі монографій:
1. Мироотношение и иррациональность.- Суми,1996
2. До проблеми поеволюції матеріального і духовного//ФН.-Суми, 2001
3. Можливість онтологічного існування бога// ФН. — Суми, 2001, 2000